# 2021 en Grèce
Chronologie de la Grèce
- 2017
- 2018
- 2019
- 2020
- 2021
- 2022
- 2023
- 2024
- 2025

Cette page concerne les évènements survenus en 2021 en Grèce

## Événements
- Poursuite de la pandémie de Covid-19 en Grèce.
- Célébrations du bicentenaire de la révolution grecque de 1821.
- Éleusis est choisie pour être la capitale européenne de la culture, avec Timișoara et Novi Sad.
- Recensement de la Grèce.
- 4 février - mars : Manifestations anti-gouvernementales contre la police universitaire, les brutalités policières et la mauvaise gestion de la pandémie COVID-19 et en solidarité avec la grève de la faim de Dimitris Koufontinas.
- 14 juillet : Le jésuite Theódoros Kontídis est nommé archevêque catholique d'Athènes par le pape François[1].
- Des incendies de forêts débutés en juillet provoquent une crise environnementale et sanitaire en août.
- 27 septembre : Séisme en Crète
- 28 septembre  : Signature du partenariat stratégique franco-héllenique
- 12 octobre : Séisme du Lassíthi

## Sortie de film
- Kalávryta 1943
- The Lost Daughter

## Sport
- Championnat de Grèce de football 2020-2021
- Championnat de Grèce de football 2021-2022
- 23 juillet-8 août : En raison de la pandémie de Covid19, la participation de la Grèce aux Jeux olympiques d'été de 2020, est reportée.

## Décès
- Vassilis Alexakis, écrivain.
- Giógos Dalakoúras (el), armateur et personnalité politique.
- Thanássis Exarchópoulos, peintre, graveur et professeur d'université.
- Maria Kastrisianaki (en), journaliste.
- Antónis Kaloyánnis, chanteur.
- Giórgos Karaïváz, journaliste (assassiné).
- Theódoros Katsanévas, universitaire et personnalité politique.
- Theodoros Mitras (en), personnalité politique.
- Leonidas Pelekanakis (en), navigateur.
- Míkis Theodorákis, musicien et compositeur.
- Sifis Valirakis (en), personnalité politique.